# سرگیف
سرگیف (قزاقی: Сергеев) یک منطقهٔ مسکونی در قزاقستان است که در استان قزاقستان شمالی واقع شده‌است. این شهرک ۷۶۶۱ نفر جمعیت دارد.